# Марин Гешков
Марин Димитров Гешков е български политик от БКП, член на Втори и на Четвърти състав на Народния съд (1944 – 1945).

## Биография
Роден е през 1903 г. в ботевградското село Новачене. От 1919 г. е член на БКМС, а от 1923 г. и на БКП. През 1925 г. емигрира в Югославия, откъдето заминава за СССР. Там учи в Академията за комунистическо възпитание в Москва. От 1931 до 1933 г. отново е в България. След това емигрира отново. Между 1934 и 1936 г. е член на Задграничното бюро на Коминтерна. През 1935 г. е делегат на VII конгрес на Коминтерна. През 1936 г. се завръща в България. Оттогава до 1940 г. е член на Политбюро на ЦК на БКП. Известно време е в лагера „Еникьой“.
След 9 септември 1944 г. е член на съдебния състав на Втори състав на Народния съд, съдещ народните представители от XXV обикновено народно събрание, и на Четвърти върховен състав на Народния съд, където подсъдими са предимно военни.
Помощник-командир е на Първа софийска дивизионна област. По-късно е помощник-областен директор на Софийска област, директор на БТА и директор на дирекция в Министерството на финансите. Известно време работи в Управление „Пенсии и социални грижи“. Умира през 1985 г.